# 백구면
백구면(白鷗面)은 대한민국의 전북특별자치도 김제시에 설치된 면이다.

## 개요
백구면은 본래 김제군 지역으로 공동면이라하여 마전,난산,반월,신모,둑령,맥상,창산,영천,상모, 중모,석담,신복,신성의 13개리를 관할하였으며, 1914년 이래 4번에 걸친 행정구역 개편을 거쳐 오늘의 백구면에 이르게 되었다.
동쪽으로는 전주시 조촌동 서쪽으로는 공덕면 남쪽으로는 용지면 북쪽으로는 만경강을 가로질러 익산시와 경계를 이루고 있으며, 전주∼군산간 국도26호선을 축으로 편리한 교통망을 중심으로 포도, 방울토마토, 시설채소 등 도시 근교 농업이 발달하였고, 자동차 부품 공장 및 석재 가공 협동화 단지 등이 위치하고 있다. 또한 전국적으로 명성을 얻고 있는 전군간 9km에 이르는 벚꽃 길과 이 지역 특산품으로 자신 있게 내놓을 수 있는 유명한 백구포도가 있다.

## 행정 구역
| 법정리 | 마을 수 | 행정리                                               |
| ------ | ------- | ---------------------------------------------------- |
| 마산리 | 2       | 마전, 난산                                           |
| 반월리 | 3       | 동반월, 서반월, 남반월                               |
| 백구리 | 4       | 백구정, 옥동, 장신, 제내                             |
| 부용리 | 5       | 목과동, 수룡귀지, 외가전, 내가전, 농원               |
| 삼정리 | 2       | 우담, 감상                                           |
| 석담리 | 2       | 앞돌수, 뒷돌수                                       |
| 영상리 | 6       | 토끼재, 창산, 득자, 오동촌, 맥산, 영천               |
| 월봉리 | 7       | 동월연대, 서월연대, 역전, 부용, 학교당, 봉산, 성자동 |
| 유강리 | 5       | 신정, 율포, 유촌, 강좌, 동자                         |
| 학동리 | 4       | 공술, 중모, 상모, 신모                               |
| 합계   | 40      |                                                      |

## 교육
- 난산초등학교 (영상리)
- 백구초등학교 (석담리)
- 부용초등학교 (월봉리)
- 치문초등학교 (유강리)